# Mille Petrozza

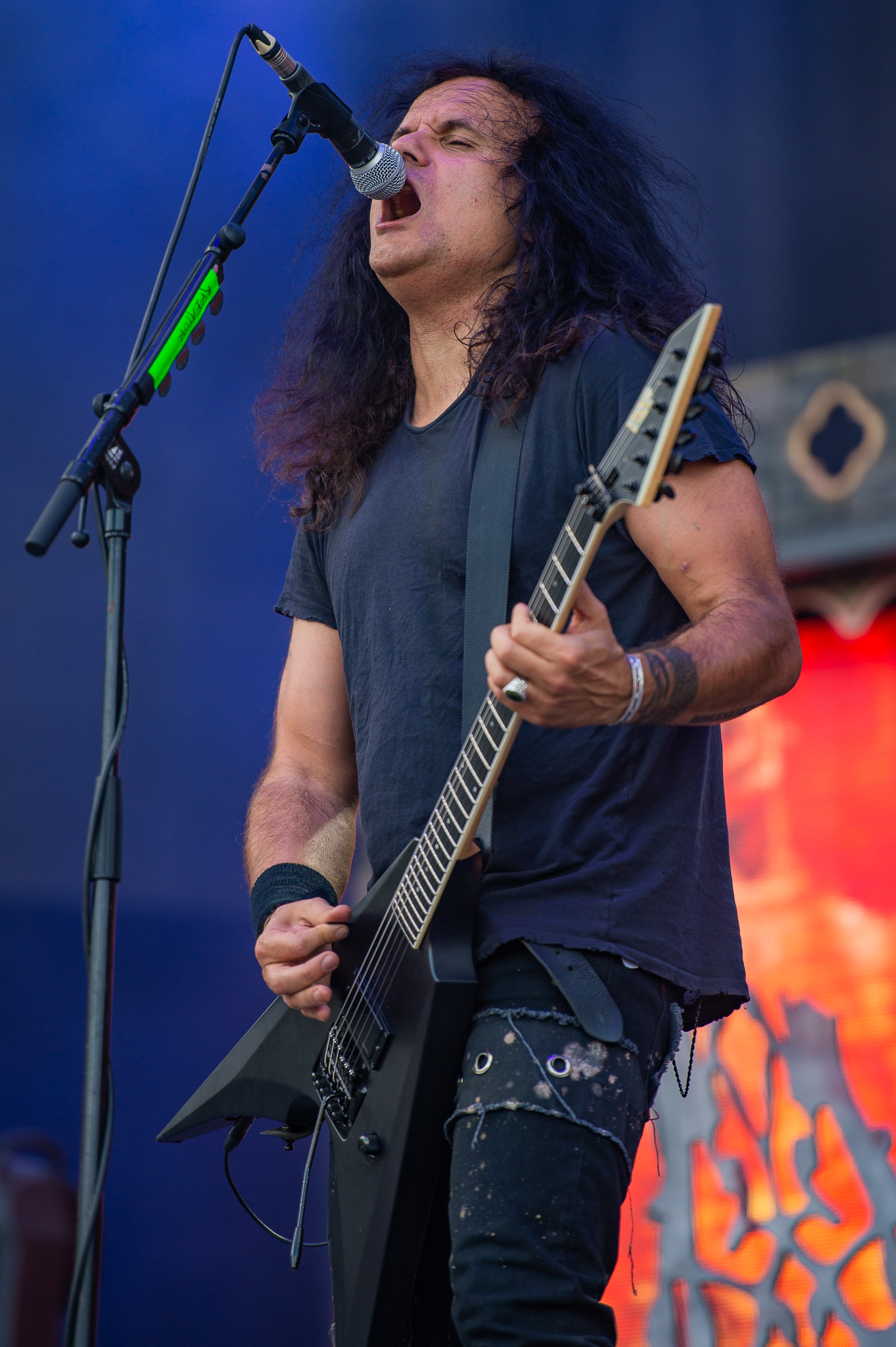
Mille Petrozza bei Rock im Park 2018

Miland „Mille“ Petrozza (* 18. Dezember 1967 in Essen) ist ein deutscher Gitarrist und Sänger, bekannt als Frontmann der Thrash-Metal-Band Kreator.

## Jugend und musikalische Einflüsse
Der Vater von Mille Petrozza kam als Gastarbeiter aus Italien nach Essen im Ruhrgebiet und seine Mutter stammt als Flüchtling aus Zittau in der ehemaligen DDR. Da sein Vater mit Vorliebe popmusikalische Fernsehsendungen wie Disco mit Moderator Ilja Richter und die ZDF-Hitparade schaute, kam Mille Petrozza als Kind früh mit Musik von Glam-Rock-Bands wie Slade und T. Rex in Berührung. Außerdem war sein Vater großer Fan italienischer Musik von Domenico Modugno und Adriano Celentano. Als Kind hörte Mille Petrozza von Produzent Frank Farian produzierte Acts wie Boney M. sowie Baccara und Village People. An Kinofilmen wie The Rocky Horror Picture Show, Hair und Saturday Night Fever entzündete sich Petrozzas Interesse für Disco-Musik. Durch den Song I Was Made for Lovin’ You von Kiss entwickelte er sich zum Hard'n'Heavy-Fan, weshalb er sich die Schallplatten Peter Criss und Dynasty kaufte. Alben von Bands wie Saxon, Judas Priest und Iron Maiden ließen ihn tiefer in das Genre New Wave of British Heavy Metal eintauchen. Darüber hinaus schätzt Petrozza die Punk-Rock-Bands des Labels Epitaph Records wie Bad Religion, deren tiefgründige Songtexte ihn inspirieren, sowie Kate Bush. Über solche Songtexte und englischsprachige Comics wie Spider-Man erweiterte Petrozza seinen schulischen Wortschatz und stärkte sein Sprachvermögen, um auf dieser Grundlage eigene englischsprachige Liedtexte schreiben zu können.

## Karriere
Petrozzas erste Band war eine Schülerband namens Tyrant, die sich später zunächst in Tormentor und dann in Kreator umbenannte. Mit dieser Thrash-Metal-Band ist er bis heute aktiv. Sie zählt neben Sodom und Destruction zu den bekanntesten Vertretern dieses Stils in Deutschland.
1994 spielte er Gitarre in der Metal-Allstar-Band Voodoocult, einem Projekt von Phillip Boa, an dem sich auch Dave Lombardo und Chuck Schuldiner beteiligten. Bei diesem Projekt, für das Mille Petrozza E-Gitarre spielte, nahmen die einzelnen beteiligten Musiker jeweils getrennt ihre Parts der zuvor von Initiator Phillip Boa komponierten Songs im Tonstudio auf. In Bezug auf Voodoocult erklärte Petrozza in einem Interview mit der Visions-Podcast-Reihe Der Soundtrack meines Lebens im Juni 2022: „Ich glaube, es wäre etwas Interessanteres dabei herausgekommen, hättest du Dave, mich, Waldemar und Chuck in einen Raum gestellt. Ein bisschen eine vertane Chance.“
Petrozza steuerte 2002 gemeinsam mit Tomas Lindberg den Lead-Gesang für den Titel Dirty Coloured Knife der israelischen Metal-Band Nail Within und zum Titel Nighthawk auf dem Album Divine Blasphemies der deutschen Band Desaster bei. Auf dem 2004er Album Hellfire Club der Band Edguy ist er auf einer Alternativversion des Openers Mysteria als Leadsänger zu hören, welche als Bonuslied zu finden ist. Auch steuerte er Gesangspassagen zum Lied Zieh die Jacke falschrum an auf dem 2004er Album Hardcore aus der Ersten Welt der Grindcore-Band Japanische Kampfhörspiele bei, wenngleich diese auch nicht damit warben, so wird im Beiheft schlicht auf Miland als Gastsänger verwiesen. Auf dem 2006er Album The Undying Darkness der Metalcore-Band Caliban wirkte er beim Titel Moment of Clarity mit. Weiterhin spielt er im Video IchGott der Band Honigdieb sich selbst. Im Jahre 2010 steuerte Petrozza auf dem Volbeat-Album Beyond Hell / Above Heaven für das Lied 7 Shots seinen Gesang bei. Ebenso sang er 2011 auf dem In-Extremo-Album Sterneneisen beim Lied Unsichtbar mit. 2012 steuerte er die Gitarre bei Revolution von Lacrimosa bei.
Im Februar 2019 trat Petrozza mit dem russischen Maler Andrej Golder in einer Kurzdokumentation der TV-Reihe Art Work des Fernsehsenders ZDF auf, worin Golder und Petrozza gemeinsam ein großformatiges Gemälde über das Thema „Weltkrieg und Untergang“ malen. Auf die Frage von Gesprächspartner Andrej Golder, ob er Versagens- oder Existenzängste kenne, antwortet Mille Petrozza darin: „Ach, ich hatte das noch nie, ich habe das noch nie wegen der Kohle gemacht. Ich bin super flexibel, was meinen Lebensstil betrifft.“

## Privates
Petrozza hat zwei Wohnsitze. Er lebt in seiner Heimatstadt Essen und in Berlin.
Petrozza besitzt eine Vielzahl von Gitarren, seine Hauptgitarre war viele Jahre eine Jackson RR1, ein Randy-Rhoads-Modell, welche er live fast ausschließlich spielte. Mittlerweile spielt er seine Signature-Modelle von ESP Guitars. Er lebt vegan und engagiert sich für PETA.

## Diskografie
mit Kreator
- siehe Kreator/Diskografie

mit Voodoocult
- 1994: Jesus Killing Machine

als Gastmusiker
| Jahr | Band                      | Lied                        | Album                                | Auftritt               |
| ---- | ------------------------- | --------------------------- | ------------------------------------ | ---------------------- |
| 2002 | Nail Within               | Dirty Coloured Knife        | Nail Within                          | Gesang                 |
| 2002 | Desaster                  | Nighthawk                   | Divine Blasphemies                   | Gesang                 |
| 2004 | Edguy                     | Mysteria                    | Hellfire Club                        | Gesang                 |
| 2004 | Japanische Kampfhörspiele | Zieh die Jacke falschrum an | Hardcore aus der ersten Welt         | Gesang                 |
| 2006 | Caliban                   | Moment of Clarity           | The Undying Darkness                 | Gesang                 |
| 2006 | Honigdieb                 | Ich Gott                    | Einzig, aber nicht artig             | Auftritt im Musikvideo |
| 2008 | Aeba                      | The God Below Us            | Kodex V                              | Gesang                 |
| 2010 | Volbeat                   | 7 Shots                     | Beyond Hell / Above Heaven           | Gesang                 |
| 2011 | In Extremo                | Unsichtbar                  | Sterneneisen                         | Gesang                 |
| 2011 | Volbeat                   | 7 Shots                     | Live from Beyond Hell / Above Heaven | Gesang                 |
| 2012 | Callejon                  | Porn from Spain 2           | Blitzkreuz                           | Gitarre                |
| 2013 | Heaven Shall Burn         | Auge um Auge                | Dritte Wahl: 25 Jahre – 25 Bands     | Gesang                 |
| 2018 | Volbeat                   | 7 Shots                     | Let’s Boogie! Live from Telia Parken | Gesang                 |
| 2019 | Avantasia                 | Book of Shallows            | Moonglow                             | Gesang                 |
| 2020 | Ghostkid                  | Crown                       | Ghostkid                             | Gesang                 |
| 2024 | Alligatoah                | Ich Ich Ich                 | Off                                  | Gitarre                |